# Marco Bruzzano

Marco Bruzzano (Portoferraio, 24 aprile 1968) è un ex calciatore italiano, di ruolo attaccante.

## Carriera
Ha esordito diciannovenne in Serie A a Verona, con la Juventus, nella partita Verona-Juventus (1-1), poi Serie C a Novara e Pavia, e Serie B con la Cremonese; con i grigiorossi lombardi ha disputato la seconda gara nella massima serie, il 4 settembre 1994 a Parma, nella partita Parma-Cremonese (2-0). Ha poi chiuso la carriera a Pavia.

## Palmarès
- Coppa Anglo-Italiana: 1

Cremonese: 1992-1993